# Mario Moretti
Mario Moretti   (Porto San Giorgio, 16 de gener de 1946) és un activista polític italià, exmilitant de les Brigades Roges. Membre destacat a finals dels anys 1970, va ser un dels responsables del segrest i assassinat d'Aldo Moro, el president del partit polític Democràcia Cristiana i diverses vegades primer ministre. El 1978 va confessar haver assassinat a Moro.

## Trajectòria
Moretti va néixer a Porto San Giorgio, a la regió italiana de les Marques, en una família de classe mitjana de dretes. Més tard, Moretti va intentar aparentar un entorn familiar d'esquerres i proletari, però els documents recollits per la comissió del Parlament italià sobre l'assassinat de Moro van negar aquesta reconstrucció.
Recomanat per la noble italiana Anna Casati Stampa, descrita per Moretti com a «propera a posicions feixistes», el 1968 es va traslladar a Milà per treballar i estudiar a la Universitat Catòlica del Sagrat Cor, si bé no va participar en la revolta de 1968. A Milà, va treballar a Sit-Siemens, on va conèixer a Corrado Alunni, Giorgio Semeria i futurs membres de les Brigades Roges. També va esdevenir membre de la Confederació Italiana de Sindicats de Treballadors (CISL), el sindicat més gran d'orientació catòlica d'Itàlia. Juntament amb d'altres, es va adherir al Col·lectiu Polític Metropolità fundat per Renato Curcio i Margherita Cagol, que va constituir el nucli històric de les Brigades Roges en la seva constitució l'agost de 1970. Un any més tard, a la primavera de 1971, es va convertir en militant de les Brigades Roges. La seva primera acció va ser un atracament el juny de 1971, juntament amb Curcio.
L'any 1974, quan Curcio i Alberto Franceschini van ser detinguts, es va convertir en l'únic membre dirigent de l'organització encara en llibertat, juntament amb Cagol i Semeria, que, però, van ser assassinats i arrestats respectivament l'any següent. Algunes fonts van suggerir que Moretti, tot i ser informat per una trucada telefònica anònima de la imminent detenció de Curcio i Franceschini, no va fer res per avisar-los. Moretti va empènyer les Brigades Roges cap a una actitud més militar i va introduir una separació completa entre els membres per tal de reduir les conseqüències en cas de detenció d'algun d'ells. El 1975 es va traslladar a Roma i a la primavera de 1978 va organitzar el segrest i assassinat d'Aldo Moro. Les circumstàncies d'aquell assassinat encara no estan clares. Se sap, però, que Moretti va ser l'única persona que va parlar amb Moro durant els 55 dies del seu empresonament. Moretti també va confessar l'assassinat de Moro després que quedés clar que la demanda feta d'alliberament de tretze militants empresonats, a canvi d'alliberar el polític, no seria satisfeta pel govern italià.
Va ser condemnat a sis cadenes perpètues pel seu delicte, però, després de complir 15 anys a la presó, va ser posat en llibertat condicional el 1998. Pel que fa a la seva llibertat condicional, se li permet treballar fora de la presó, però hi ha de tornar a la nit i els caps de setmana.
L'any 1999, Franceschini va afirmar que sospitava que dos principals membres de les Brigades Roges, Mario Moretti i Giovanni Senzani, eren espies que s'havien infiltrat a l'organització. Aquestes afirmacions es van fer davant una comissió parlamentària italiana sobre terrorisme el març de 1999 i es van publicar a L'Espresso. «Des del meu coneixement de les persones implicades, estic convençut que [és a dir, l'operació Moro] va ser una operació extremadament complexa que no podria haver estat realitzada per les persones identificades com a participants en els comptes oficials», va informar a la comissió.